# Direct Access Storage Device
Ein Direct Access Storage Device, kurz DASD, ist ein Gerät für den direkten Speicherzugriff. Der Begriff wird hauptsächlich bei Großrechnern (englisch mainframes) genutzt und bezeichnet im wesentlichen Sinn Festplatten.
Allgemein bedeutet Direct Access Storage Device eine Kategorie von Datenspeichergeräten, auf die direkt auf Informationen zugegriffen werden kann, ohne sich über alle Speicherbereiche sequentiell bis zum gewünschten Element durcharbeiten zu müssen: Während es sich bei einem Diskettenlaufwerk um eine DASD-Einheit handelt, ist das beim Magnetbandgerät nicht der Fall, da hier die Daten als lineare Blöcke gespeichert werden. 
Der Begriff DASD findet sich z. B. bei den Betriebssystemen IBM z/OS, MVS, Z/VM, seltener bei BS2000 der Fujitsu Technology Solutions GmbH. Unter z/OS ist DASD ein möglicher Datenspeicher für ein Dataset, das vom System Managed Storage verwaltet wird. Auch im Bereich der mittleren Datenverarbeitung von IBM (OS/400, i-Series) wird der Begriff genutzt. Selten findet sich DASD auch als Synonym für Festplatten bei Personal Computern.

## Verschiedene DASD-Disziplinen (Großrechner)

### ECKD (Extended Count Key Data)
- Hauptsächlich genutzte DASD-Disziplin
- Unterschiedliche Blockgrößen in Nicht-Linux-Systemen
- Zwei verschiedene Formate (ldl (Linux disk Layout) und cdl (Compatible Disk Layout))

### FBA (Fixed Block Architecture)
- Weniger verbreitet
- Feste Blockgröße (meist 512 Byte)

### DIAG (DIAG-accessed)
- Selten eingesetzt
- Kernel 2.4 – CMS-Reserved MiniDisk
- Kernel 2.6 – jede VM-administrierte Disk (Alternativmethode)

Im Gegensatz zu der im Großrechnerumfeld üblichen Nutzung der Adressierung der Datenbereiche über (E)CKD wird beim Einsatz in der mittleren Datenverarbeitung (OS/400, i-Series, AIX, HP-UX usw.) und Kleinrechner (Windows, Linux, macOS) eine Adressierung über FBA (512/520 Byte pro Block) genutzt.
Neben Diskettenlaufwerken (auch „Exoten“ wie ZIP) zählen auch optische Datenträger (CD, DVD, WORM-Medien usw.) zu den DASD-Speichergeräten.